# Eusimonia wunderlichi
Eusimonia wunderlichi es una especie de arácnido  del orden Solifugae de la familia Karschiidae.

## Distribución geográfica
Se encuentra en las islas Canarias (España).